# المعاهدات غير المتكافئة

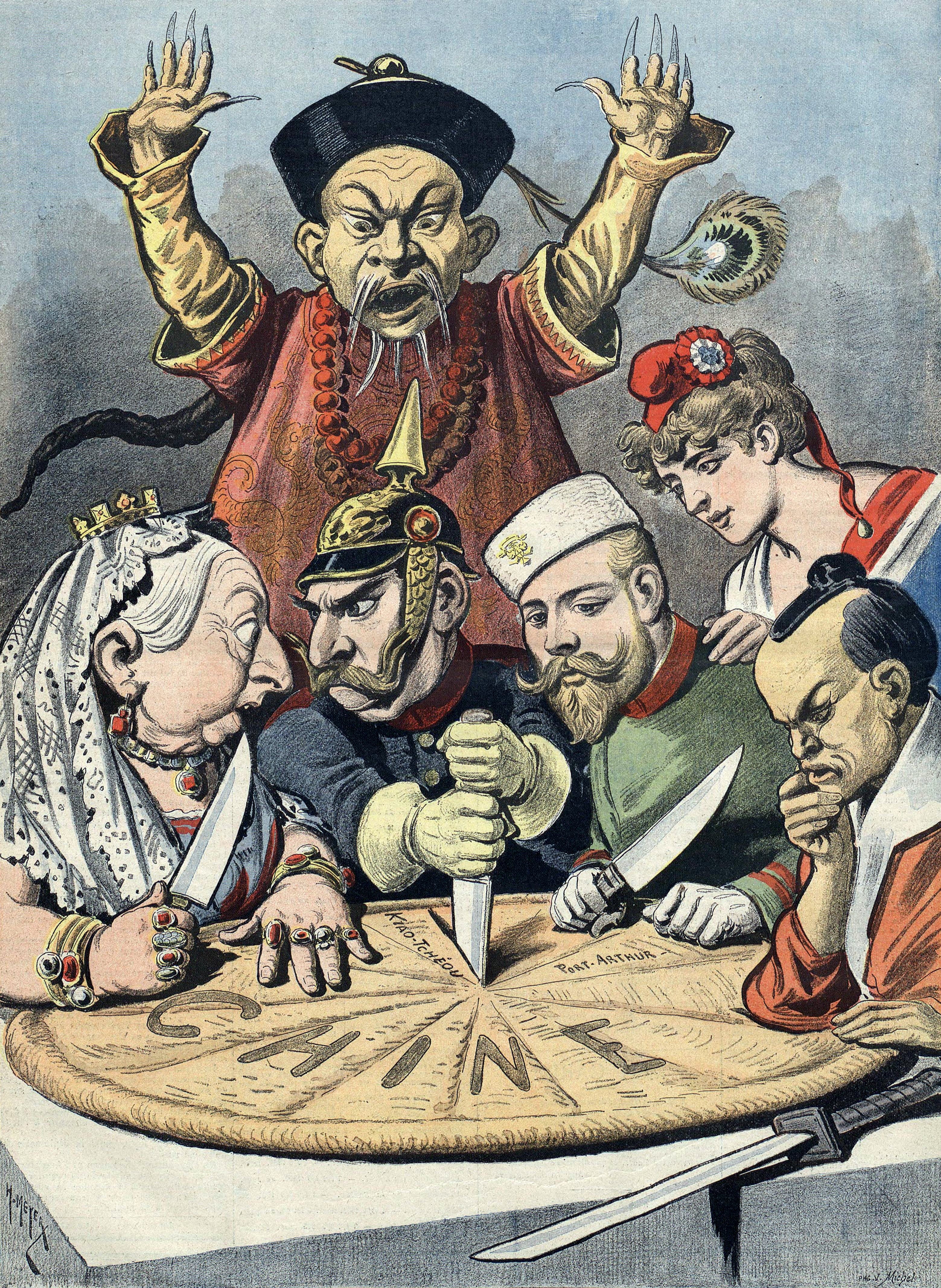
الصين - كعكة من الكرتون للملوك والأباطرة توضح تقسيم بريطانيا وألمانيا وروسيا وفرنسا واليابان للصين

المعاهدات غير المتكافئة هو مصطلح استخدم في إشارة محددة إلى عدد من المعاهدات التي فرضها العالم الغربي، خلال القرنين التاسع عشر والعشرين، على مملكة تشينغ بالصين وأواخر شوغونية توكوغاوا باليابان. وينطبق المصطلح أيضًا على المعاهدات التي فُرضت خلال نفس الإطار الزمني على أواخر مملكة جوسون في كوريا بعد إحياء مييجي لـ إمبراطورية اليابان.
غالبًا ما وقعت هذه الدول الآسيوية على تلك المعاهدات بعد معاناتها من هزيمة عسكرية في مناوشات أو حروب مختلفة مع القوى الغربية أو عندما كان هناك تهديد من تلك القوى بالقيام بعمل عسكري.

## نظرة عامة
لم يبدأ استخدام مصطلح «معاهدة غير متكافئة» حتى وقت مبكر من القرن العشرين. واعتبرت هذه المعاهدات غير متكافئة في الصين «لأنه لم تتفاوض الأمم بشأنها على معاملة بعضهم البعض على قدم المساواة ولكنها فُرضت على الصين بعد الحرب، ولأنها تعدت على حقوق الصين السيادية... مما أحالها إلى حالة شبه استعمارية». وفي كثير من الحالات اضطرت الصين إلى دفع مبالغ كبيرة من التعويضات وفتح منافذ للتجارة والتنازل عن الأراضي أو تأجيرها (مثل تأجير هونغ كونغ لبريطانيا وماكاو للبرتغال)، وتقديم تنازلات أخرى مختلفة عن السيادة إلى «مناطق النفوذ» الأجنبية، بعد الهزائم العسكرية.
كانت أول محاولة لتسوية النزاع بين القوى الغربية والآسيوية هي المفاوضات على اتفاقية شوينبي عام 1841 خلال حرب الأفيون الأولى. حيث وقعت الصين والمملكة المتحدة لبريطانيا العظمى وإيرلندا أول المعاهدات غير المتكافئة بموجب معاهدة نانجينغ عام 1842. وبعد هزيمة مملكة تشينغ الصينية، فتحت المعاهدات مع بريطانيا خمسة موانئ للتجارة الخارجية، سامحة في الوقت ذاته لـ المبشرين الأجانب بالإقامة في الصين، مبدئيًا على الأقل. وبالإضافة لذلك، أُتيح لإدارة إقامة العدل على المقيمين الأجانب في المدن الساحلية إجراء المحاكمات بواسطة سلطاتهم القنصلية الخاصة بدلاً من النظام القانوني الصيني، وهو مصطلح أطلق عليه الحصانة الدبلوماسية.
فشلت بعض الدول في الضغط على الصين بالمعاهدات غير المتكافئة: أجبر الصينيون الإيطاليين على التخلي عن مطلب تسليم خليج سانمن لهم.
عندما اضطر العميد البحري ماثيو بيري إلى فتح اليابان عام 1854، دُفعت اليابان سريعًا للتوقيع على اتفاقية كاناغاوا، التي كانت مشابهة لتلك التي وقعتها الصين.
لم تكن أول معاهدة غير متكافئة لكوريا مع الغرب بل كانت مع اليابان. بتناول صفحة من التكتيكات الغربية، نجد أن اليابان أرسلت عام 1875 القبطان إينو يوشيكا (Inoue Yoshika) والسفينة الحربية أنيو (Un'yō) لإظهار القوة العسكرية التي يمكن استخدامها ضد كوريا في واقعة جزيرة كانغهوا. وهذا أجبر كوريا على فتح أبوابها لليابان من خلال توقيع معاهدة بين اليابان وكوريا عام 1876.
انتهت المعاهدات غير المتكافئة في أوقات مختلفة للبلدان المعنية. وقد أقنعت انتصارات اليابان، في الحرب اليابانية الصينية الأولى في الفترة من 1894 إلى 1895، الكثيرين في الغرب أن فرض المعاهدات غير المتكافئة على اليابان لم يعد ممكنًا. وأصبحت المعاهدات غير المتكافئة لكوريا مع الدول الأوروبية باطلة وملغية بشكل عام في عام 1910، عندما تم الاحتلال الياباني لشبه الجزيرة الكورية.
بعد الحرب العالمية الأولى، تركز الوعي الوطني في الصين على المعاهدات، التي أصبحت الآن معروفة على نطاق واسع باسم «المعاهدات غير المتكافئة». وتنافس الكومينتانغ والحزب الشيوعي الصيني في إقناع العامة أن منهجهم سيكون أكثر فعالية. وأُجبرت ألمانيا على إنهاء حقوقها، وتسلمها الاتحاد السوفياتي بتفاخر، ونظمت الولايات المتحدة مؤتمر واشنطن للتفاوض معهم. وبعد أن أعلن شيانج كاي شيك (Chiang Kai-shek) الحكومة الوطنية الجديدة عام 1927، عرضت القوى الغربية بسرعة الاعتراف الدبلوماسي، مما أثار القلق في اليابان. وأعلنت الحكومة الجديدة إلى القوى العظمى أن الصين كانت تُستغل لعقود بموجب المعاهدات غير المتكافئة، وأن وقت مثل هذه المعاهدات قد ولّى، مطالبةً هذه القوى بإعادة التفاوض عليهم جميعًا على قدم المساواة. ومع ذلك، عند مواجهة التوسع الياباني في الصين، تأجل إنهاء العمل بهذا النظام.
أُلغيت معظم معاهدات الصين غير المتكافئة خلال الحرب اليابانية الصينية الثانية، التي بدأت عام 1937 واندمجت في السياق الأكبر وهو الحرب العالمية الثانية. أنهى كونجرس الولايات المتحدة الحصانة الدبلوماسية الأمريكية في ديسمبر من عام 1943. ولم تصمد الأمثلة الهامة عن المعاهدات غير المتكافئة على الصين أمام الحرب العالمية الثانية: بينما ظلت المعاهدات غير المتكافئة التي تتعلق بهونغ كونغ في مكانها حتى تسليم هونغ كونغ عام 1997، وفي عام 1969، أعادت الصين التأكيد على معاهدة إيجون من أجل تحسين العلاقات الصينية الروسية.

## قائمة محددة بالمعاهدات غير المتكافئة
| المفروضة على الصين                                          | المفروضة على الصين                                   | المفروضة على الصين | المفروضة على الصين                                                                                         |
| المعاهدة                                                    | المعاهدة                                             | العام              | الدولة الفارضة                                                                                             |
| الاسم العربي                                                | الاسم الصيني                                         | العام              | الدولة الفارضة                                                                                             |
| ----------------------------------------------------------- | ---------------------------------------------------- | ------------------ | --- |
| معاهدة نانجينغ                                              | 南京條約                                             | 1842               | الإمبراطورية البريطانية                                                                                    |
| معاهدة بوج                                                  | 虎門條約                                             | 1843               | الإمبراطورية البريطانية                                                                                    |
| معاهدة وانج شيا                                             | 中美望廈條約                                         | 1844               | الولايات المتحدة                                                                                           |
| معاهدة وامبوا                                               | 黃埔條約                                             | 1844               | الإمبراطورية الاستعمارية الفرنسية                                                                          |
| معاهدة كانتون                                               | 中瑞廣州條約                                         | 1847               | الممالك المتحدة بين السويد والنرويج                                                                        |
| معاهدة كولجا                                                | 中俄伊犁塔爾巴哈台通商章程                           | 1851               | الإمبراطورية الروسية                                                                                       |
| معاهدة إيجون                                                | 璦琿條約                                             | 1858               | الإمبراطورية الروسية                                                                                       |
| معاهدة تيانجين                                              | 天津條約                                             | 1858               | الإمبراطورية الاستعمارية الفرنسية، الإمبراطورية البريطانية, الإمبراطورية الروسية, الولايات المتحدة         |
| اتفاقية بكين                                                | 北京條約                                             | 1860               | الإمبراطورية البريطانية, الإمبراطورية الاستعمارية الفرنسية، الإمبراطورية الروسية                           |
| معاهدة تيانجين                                              | 中德通商條約                                         | 1861               | |
| معاهدة يانتاى                                               | 煙台條約                                             | 1876               | الإمبراطورية البريطانية                                                                                    |
| معاهدة سانت بطرسبرغ                                         | 伊犁條約                                             | 1881               | الإمبراطورية الروسية                                                                                       |
| معاهدة تيانجين (1885)                                       | 中法新約                                             | 1885               | الإمبراطورية الاستعمارية الفرنسية                                                                          |
| معاهدة بكين الصينية البرتغالية                              | 中葡北京條約                                         | 1887               | مملكة البرتغال                                                                                             |
| معاهدة شيمونوسيكي                                           | 馬關條約                                             | 1895               | إمبراطورية اليابان                                                                                         |
| معاهدة لي-لوبانوف                                           | 中俄密约                                             | 1896               | الإمبراطورية الروسية                                                                                       |
| اتفاقية لتمديد حيازة أرض هونغ كونغ                          | 展拓香港界址專條                                     | 1898               | الإمبراطورية البريطانية                                                                                    |
| اتفاقية تأجير أرض قوانغتشو                                  | 廣州灣租界條約                                       | 1899               | الإمبراطورية الاستعمارية الفرنسية                                                                          |
| بروتوكول بوكسر                                              | 辛丑條約                                             | 1901               | الولايات المتحدة, إمبراطورية اليابان, الإمبراطورية الاستعمارية الفرنسية، مملكة هولندا                      |
| اتفاق سيملا                                                 | 西姆拉條約                                           | 1914               | الإمبراطورية البريطانية                                                                                    |
| المطالبات الإحدى والعشرون                                   | 二十一條                                             | 1915               | إمبراطورية اليابان                                                                                         |
| هدنة تانغقو                                                 | 塘沽協定                                             | 1933               | إمبراطورية اليابان                                                                                         |
| المفروضة على اليابان                                        |                                                      |                    | |
| المعاهدة                                                    | المعاهدة                                             | العام              | الدولة الفارضة                                                                                             |
| الاسم العربي                                                | الاسم الياباني                                       | العام              | الدولة الفارضة                                                                                             |
| اتفاقية كاناغاوا                                            | 日米和親条約                                         | 1854               | الولايات المتحدة                                                                                           |
| معاهدة الصداقة الأنجلو يابانية                              | 日英和親条約                                         | 1854               | الإمبراطورية البريطانية                                                                                    |
| معاهدة ياسوماسا                                             | 安政条約                                             | 1858               | الولايات المتحدة, الإمبراطورية البريطانية, الإمبراطورية الروسية, هولندا, الإمبراطورية الاستعمارية الفرنسية |
| معاهدة الصداقة والتجارة                                     | 日米修好通商条約                                     | 1858               | الولايات المتحدة                                                                                           |
| معاهدة الصداقة والتجارة الأنجلو يابانية                     | 日英修好通商条約                                     | 1858               | الإمبراطورية البريطانية                                                                                    |
| معاهدة الصداقة والتجارة والملاحة البروسي يابانية            |                                                      | 1861               | |
| المفروضة على كوريا                                          |                                                      |                    | |
| المعاهدة                                                    | المعاهدة                                             | العام              | الدولة الفارضة                                                                                             |
| الاسم العربي                                                | الاسم الكوري                                         | العام              | الدولة الفارضة                                                                                             |
| معاهدة اليابان وكوريا عام 1876 (معاهدة كانغهوا)             | 강화도 조약(江華島條約)                              | 1876               | إمبراطورية اليابان                                                                                         |
| معاهدة الولايات المتحدة وكوريا عام 1882                     | 조미수호통상조약(朝美修好通商條約)                   | 1882               | الولايات المتحدة                                                                                           |
| معاهدة اليابان وكوريا عام 1882 (معاهدة تشيمولبو)            | 제물포 조약(濟物浦條約)                              | 1882               | إمبراطورية اليابان                                                                                         |
| معاهدة الصين وكوريا عام 1882 (معاهدة الصين وكوريا عام 1882) | 조청상민수륙무역장정(朝淸商民水陸貿易章程)           | 1882               | |
| معاهدة ألمانيا وكوريا عام 1883                              | 조독수호통상조약(朝獨修好通商條約)                   | 1883               | الإمبراطورية الألمانية                                                                                     |
| معاهدة المملكة المتحدة وكوريا عام 1883                      | 조영수호통상조약(朝英修好通商條約)                   | 1883               | الإمبراطورية البريطانية                                                                                    |
| معاهدة روسيا وكوريا عام 1884                                | 조로수호통상조약(朝露修好通商條約)                   | 1884               | الإمبراطورية الروسية                                                                                       |
| معاهدة إيطاليا وكوريا عام 1884                              | 조이수호통상조약(朝伊修好通商條約)                   | 1884               | |
| معاهدة اليابان وكوريا عام 1885 (معاهدة هانسنج)              | 한성조약(漢城條約)                                   | 1885               | إمبراطورية اليابان                                                                                         |
| معاهدة فرنسا وكوريا عام 1886                                | 조불수호통상조약(朝佛修好通商條約)                   | 1886               | الإمبراطورية الاستعمارية الفرنسية                                                                          |
| معاهدة النمسا وكوريا عام 1892                               | 조오수호통상조약(朝奧修好通商條約)                   | 1892               | |
| معاهدة بلجيكا وكوريا عام 1901                               | 조벨수호통상조약(朝白修好通商條約)                   | 1901               | |
| معاهدة الدنمارك وكوريا عام 1902                             | 조덴수호통상조약(朝丁修好通商條約)                   | 1902               | |
| معاهدة اليابان وكوريا عام 1904                              | 한일의정서(韓日議定書)                               | 1904               | إمبراطورية اليابان                                                                                         |
| بروتوكول اليابان وكوريا أغسطس 1904                          | 제1차 한일협약 (第一次韓日協約)                      | 1904               | إمبراطورية اليابان                                                                                         |
| بروتوكول اليابان وكوريا أبريل 1905                          |                                                      | 1905               | إمبراطورية اليابان                                                                                         |
| بروتوكول اليابان وكوريا أغسطس 1905                          |                                                      | 1905               | إمبراطورية اليابان                                                                                         |
| معاهدة اليابان وكوريا عام 1905 (معاهدة الأوتومي)            | 제2차 한일협약 (第二次韓日協約) (을사조약(乙巳條約)) | 1905               | إمبراطورية اليابان                                                                                         |
| معاهدة اليابان وكوريا عام 1907                              | 제3차 한일협약 (第三次韓日協約) (정미조약(丁未條約)) | 1907               | إمبراطورية اليابان                                                                                         |
| معاهدة اليابان وكوريا عام 1910                              | 한일병합조약(韓日倂合條約)                           | 1910               | إمبراطورية اليابان                                                                                         |

## وجهات نظر بديلة
يقترح بيتر ويسلي سميث (Peter Wesley-Smith)، في كتابته في مجلة هونغ كونغ القانونية، أن العديد من هذه المعاهدات وقع عليها مشاركون يمارسون سلطات تتجاوز الحدود لسلطتهم القضائية، الأمر الذي كان ينبغي أن يجعل من تلك المعاهدات معاهدات غير شرعية.
قال لانج تشو تشن (Lung-chu Chen) ودبليو إم رايزمان (W. M. Reisman)، في كتابتهما في مجلة القانون بجامعة ييل في مارس 1972، أن إعلان الصين عام 1941 أن جميع المعاهدات مع اليابان قد ألغيت كان خاليًا من أية شرعية وتأثير في القانون الدولي. وكدليل داعم، يشير كلاهما إلى اتفاقية فيينا بشأن قانون المعاهدات، المادة 43. ومع ذلك، لم تصبح اتفاقية فيينا بشأن قانون المعاهدات سارية حتى بعد عام 1980 وأُبرمت المعاهدات المستترة فقط بعد سريان الاتفاقية.
وعلاوة على ذلك، أشارا إلى أن «الحق الشرعي» الذي أعطي لأرض تايوان كان مكتسبًا بالقانون في اليابان في وقت، و/أو بسبب، معاهدة شيمونوسيكي حيث كانت لغة المعاهدة محددة بوضوح. وتوقف هذا الحق الشرعي، بقدر ما هو حق شرعي، عن كونه علاقة تعاقدية ثنائية وأصبحت علاقة حقيقية في القانون الدولي. وعلى الرغم من أن العقد قد يكون وسيلة لنقل الحق الشرعي، إلا أن الحق الشرعي ليس علاقة تعاقدية. توسع الأستاذ واي فرانك شيانج (Y. Frank Chiang) في كتابته في مجلة فوردهام للقانون الدولي عام 2004، في هذا التحليل ليُعلن أنه لا توجد مبادئ في القانون الدولي يمكنها أن تفيد في التحقق من صحة إعلان أحد الأطراف إلغاء (أو سحب) المعاهدة الإقليمية، سواء على أساس اتهامها بأنها «غير متكافئة» أو بسبب «الهجوم» اللاحق من الطرف الآخر في المعاهدة أو لأي سبب آخر.

## استخدامات أخرى
مؤخرًا، استخدم جورج غالوي (George Galloway) قائد حزب الاحترام مصطلح «معاهدة غير متكافئة» ومن بعده زعيم الديمقراطيون الليبراليون منزيس كامبل للإشارة إلى معاهدة تسليم المجرمين بين المملكة المتحدة والولايات المتحدة 2003.
ينظر الأستاذ ألفريد دي زاياس (Alfred de Zayas) إلى المعاهدة الكوبية الأمريكية عام 1903، التي منحت الولايات المتحدة عقد إيجار دائم لـ خليج جوانتانامو، على أنها «معاهدة غير متكافئة».
وقد كان الضم الأمريكي لهاواي عام 1898 مثالاً على «مبدأ المعاهدة غير المتكافئة» وعواقبه.